# Dassault Mystère IV
Dassault MD.454 Mystère IV là một máy bay tiêm kích-ném bom của Pháp trong thập niên 1950.

## Phát triển
Mystère IV là một phát triển hơn nữa của máy bay Mystère II. Dù nó có vẻ bên ngoài giống với Mystère II, Mystère IV thật ra là một thiết kế mới với những cải tiến khí động học cho khả năng bay siêu âm. Nguyên mẫu đầu tiên bay vào ngày 28 tháng 9-1952, và máy bay bắt đầu hoạt động trong biên chế vào tháng 4 năm 1953. 50 chiếc đầu tiên được trang bị động cơ Rolls-Royce Tay của Anh, trong khi những chiếc còn lại được trang bị động cơ Hispano-Suiza Verdon 350 một phiên bản do Pháp sản xuất.

## Lịch sử hoạt động
Những chiếc Mystère IV của Israel đã tham chiến trong Chiến tranh Arab-Israel và đã tác chiến cùng các máy bay Mystère của Pháp trong Khủng hoảng kênh đào Suez. Vào ngày 8 tháng 6 năm 1967, máy bay Israel đã tấn công tàu USS Liberty của Hải quân Hoa Kỳ gây ra những tranh cãi.
Ấn Độ đã mua 104 chiếc loại này vào năm 1957. Nó được sử dụng rộng rãi trong Chiến tranh Ấn Độ-Pakistan 1965. Vào ngày 7 tháng 9 năm 1965, phi đội trưởng Ajjamada Devayya của Không quân Ấn Độ đã bắn hạ một chiếc F-104 Starfighter được trung úy Amjad Khan thuộc Không quân Pakistan điều khiển trong một cuộc đột kích qua Sargoda. Amjad đã bắn trúng vài vị trí trên chiếc Mystère của Devayya và tin rằng nó đã bị phá hủy, sau đó Amjad đã bỏ chiếc Mystère của Devayya và đi tìm mục tiêu khác. Tuy nhiên, chiếc Mystère của Devayya vẫn còn hoạt động, và Devayya đã thành công trong việc bắn hạ chiếc Starfigher của Amjad. Nhưng Devayya đã thiệt mạng ngay sau đó. Trận chiến này không được chú ý ở Ấn Độ cho đến khi nó được in trong cuốn sách Battle for Pakistan của John Fricker. Devayya đã được tặng thưởng huân chương Maha Vir Chakra sau khi mất tích 23 năm trong cuộc chiến Tuy nhiên, Kahn cho rằng Amjad không bị bắn hạ, nhưng đổ lỗi cho một cuộc va chạm trên không với mảnh vỡ từ chiếc Mystère đã dẫn tới cái chết của viên phi công ngày.
Ấn Độ đã nhận ra đuọwc tầm quan trọng của Mystère sau khi Chiến tranh Ấn-Pakistan 1965 kết thúc, những chiếc Mystère vẫn còn tham chiến trong Chiến tranh Ấn Độ-Pakistan 1971. Nó được rút khỏi biên chế của Không quân Ấn Độ vào năm 1973.

## Các phiên bản
- Mystère IVB - Ngoài sản xuất Mystère IVA, Dassault còn phát triển phiên bản nâng cấp Mystère IVB với động cơ có buồng đốt nhiên liệu lần hai Rolls-Royce Avon (cho hai nguyên mẫu đầu tiên) hoặc SNECMA Atar 101 (nguyên mẫu thứ ba) và một radar hiển thị tầm bắn của súng. Tuy nhiên, dự án đã bị hủy bỏ do loại máy bay đầy tiềm năng hơn xuất hiện là Super Mystère.
- Mystère IVN - Dassault cũng đề xuất một phiên bản tiêm kích đánh chặn hai chỗ bay trong mọi thời tiết gọi là Mystère IVN. Máy bay trang bị với radar AN/APG-33 tương tự như North American F-86D Sabre Dog, một động cơ loại Rolls-Royce Avon, và vũ trang bằng 55× quả rocket 68 mm Matra, nguyên mẫu đầu tiên bay vào ngày 19 tháng 7 năm 1954. Không quân Pháp cuối cùng quyết định mua Sud Aviation Vautour và F-86K Sabre cho vai trò đánh chặn nhưng nguyên mẫu Mystère IVN tiếp tục được phát triển trong vài năm như một mẫu thử nghiệm trang bị radar.

## Các quốc gia sử dụng
- Pháp
- Không quân Pháp
- Ấn Độ
- Không quân Ấn Độ
- Israel
- Không quân Israel

## Thông số kỹ thuật (Mystère IVA)

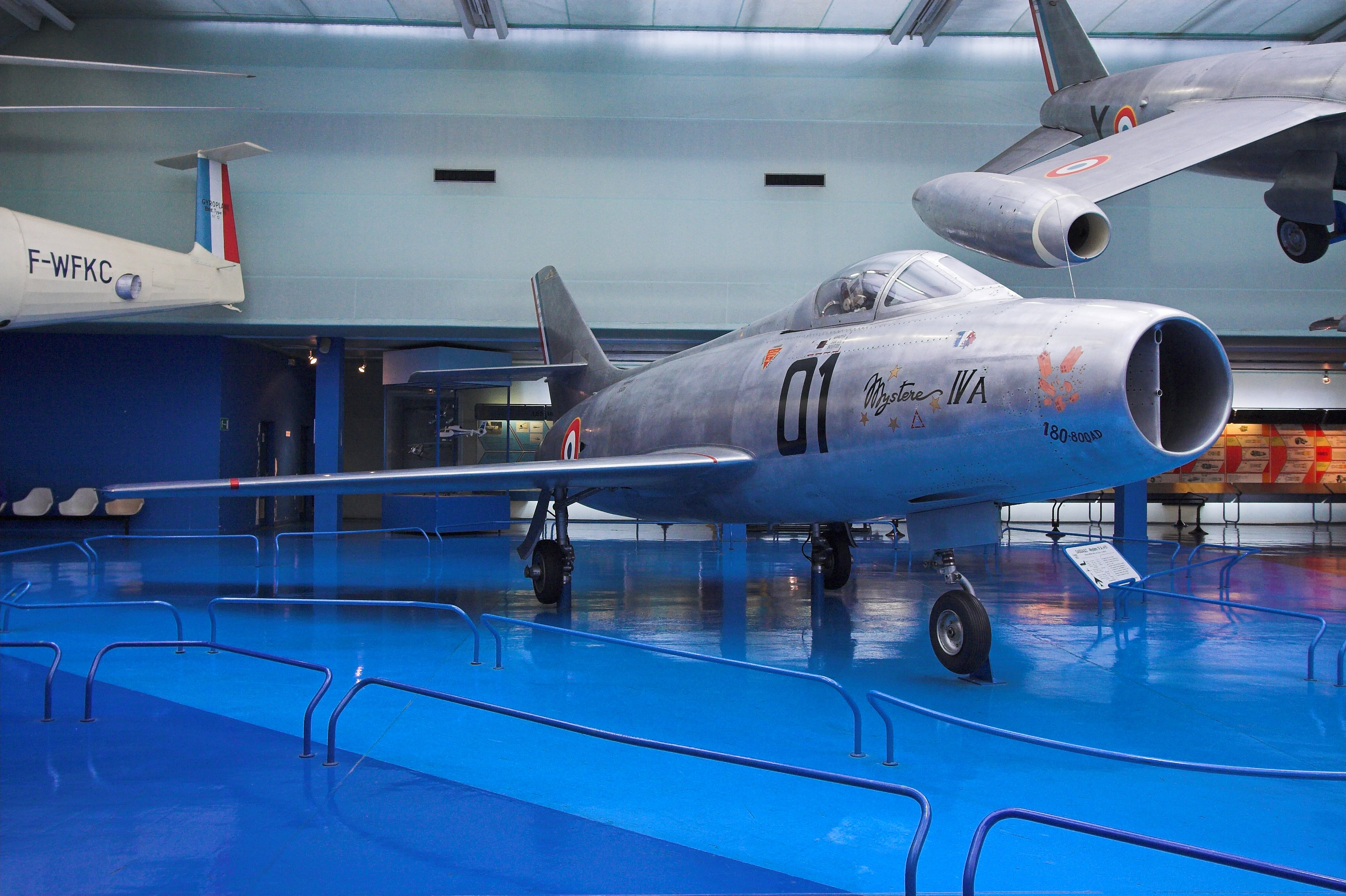
Dassault Mystère IV tại bảo tàng Musée de l'air et de l'espace, Le Bourget, Pháp

### Đặc điểm riêng
- Phi đoàn: 1
- Chiều dài: 12.89 m (42 ft 4 in)
- Sải cánh: 11.12 m (36 ft 6 in)
- Chiều cao: 4.46 m (14 ft 8 in)
- Diện tích cánh: 32 m² (340 ft²)
- Trọng lượng rỗng: 5.870 kg (12.940 lb)
- Trọng lượng cất cánh: 7.750 kg (17.090 lb)
- Trọng lượng cất cánh tối đa: 10.200 kg (22.490 lb)
- Động cơ: 1× Hispano-Suiza Verdon 350, 34.4 kN (7.725 lbf)

### Hiệu suất bay
- Vận tốc cực đại: 1.120 km/h (700 mph) trên mặt biển
- Tầm bay: 1.310 km (810 mi)
- Trần bay: 15.000 m (50.000 ft)
- Vận tốc lên cao: 45 m/s (8.900 ft/min)
- Lực nâng của cánh: 240 lb/ft² (50 kg/m²)
- Lực đẩy/trọng lượng: 0.4543

### Vũ khí
- 2× pháo DEFA 30 mm (1.18 in), 150 viên/khẩu
- Bom: 1.000 kg (2.200 lb) trên 4 giá treo bên ngoài gồm bom và rocket

## Nội dung liên quan

### Máy bay có cùng sự phát triển
- Dassault Mystère
- Dassault Super Mystère

### Máy bay có tính năng tương đương
- Mikoyan-Gurevich MiG-15
- F-86 Sabre

### Trình tự thiết kế
- Dassault: MD.450 - MD.451 - MD.452 - MD.453 - MD.454
- Mystère: I - II - III - IV - Super - XXII - XXIV

### Danh sách
- Danh sách máy bay chiến đấu
- Danh sách máy bay quân sự của Pháp